# Saint Sébastien (Bottée)
Pour les articles homonymes, voir Saint Sébastien (homonymie).
Saint Sébastien est un haut-relief en marbre réalisé en 1889 par Louis-Alexandre Bottée (1852-1940). Propriété du musée des Beaux-Arts de Bordeaux, il est conservé dans les jardins de l'École des beaux-arts de Bordeaux, derrière le Conservatoire Jacques Thibaud, contre le mur gauche côté fontaine. Un plâtre de cette œuvre est conservé au musée des Beaux-Arts de Valenciennes.

## Historique de l'œuvre
Le plâtre du Saint Sébastien de Louis-Alexandre Bottée est réalisé et exposé au Salon en 1882.
En 1887, l'artiste sollicite une commande de travaux auprès de l'État afin de réaliser le marbre de ce haut-relief. 
Le marbre est exposé à l'Exposition universelle de 1889 à Paris. Il entre ensuite dans les collections du musée de Peinture de Bordeaux en 1896. 
Le 16 août 1951, l'œuvre est transférée à l'école municipale des beaux-arts de Bordeaux. Elle est installée dans les jardins de l'école le 30 novembre 1955.

## Description
Saint Sébastien est représenté sous une arcade en plein cintre portée par deux pilastres de style Renaissance. Sur l'arcade est inscrit : « S.SEBASTIANO. LAUS. MART. » Sur le tympan, un ange tient dans une main la palme de martyr et de l'autre montre le ciel. Le saint nu, adossé à un drapé, est figuré après son supplice. Ses jambes fléchies sont figurées de profil, son buste est de face. Sa main gauche est appuyée contre sa poitrine tandis que son bras droit est encore attaché à une branche d'arbre. Sa tête — ceinte d'une auréole — est renversée sur le côté gauche, les yeux clos. Un casque militaire romain, à côté du pilier gauche, rappelle que saint Sébastien était soldat. 
Le haut-relief est taillé dans un bloc de marbre d'après le modèle en plâtre. 

## État actuel de l'œuvre
Une couche de moisissure recouvre le corps du martyr et l'arcade du haut-relief. La sculpture se détache de la paroi d'environ 2 cm sur tout le pourtour. La végétation envahit le bas de l'œuvre.  